# 695 a.C.
Il 695 a.C. (DCXCV a.C. in numeri romani) è un anno  del VII secolo a.C.

## Morti
- Ammeris, sovrano egizio